# Bianca-Marilena Sandu
Bianca-Marilena Sandu (Marosvásárhely, 1992. április 22. –) román női válogatott labdarúgó. A Diósgyőri VTK játékosa.

## Pályafutása

### Klubcsapatokban
2017. március 9-én a Diósgyőri VTK együtteséhez igazolt.
A 2021–22-es idény végén nem hosszabbított szerződést a miskolciakkal és 2022. július 19-én a román élvonal újoncához, a Carmen Bucureștihez szerződött.

### A válogatottban
Hazája színeiben részt vett 2019 januárjában a minden évben megrendezésre kerülő Négy Nemzet Tornáján, ahol negyedik helyezést ért el csapatával.
A kínai rendezvényt követően a törökországi Nemzetközi Torna küzdelmeiben vállalt fontos szerepet. A román együttes első helyen végzett csoportjában, melyben Sandu Türkmenisztán, Üzbegisztán és India ellen is pályára lépett, ráadásul a türkmének ellen megszerezte első válogatott találatát. Franciaország B csapata ellen azonban elbukták a döntőt, így ezüstérmet szerzett válogatottjával.

## Sikerei, díjai

### Klubcsapatokban
Román bajnoki ezüstérmes (1):
- ASA Târgu Mureş (1): 2010–2011

 Román kupagyőztes (2):
- ASA Târgu Mureş (2): 2009–10, 2015–16

 Magyar bajnoki bronzérmes (3):
- Diósgyőri VTK (2): 2017–18, 2018–19

 Magyar kupadöntős (2):
- Diósgyőri VTK (2): 2017–18, 2018–19

 Magyar másodosztályú bajnok (1):
- Diósgyőri VTK (1): 2016–17

### A válogatottban
Románia
- Török-kupa ezüstérmes (1): 2019

## Statisztikái

### Klubcsapatokban
2022. május 21-el bezárólag
| Klub             | Szezon           | Bajnokság | Bajnokság | Kupa  | Kupa | Nemzetközi | Nemzetközi | Össz. | Össz. |
| Klub             | Szezon           | Mérk.     | Gól       | Mérk. | Gól  | Mérk.      | Gól        | Mérk. | Gól   |
| ---------------- | ---------------- | --------- | --------- | ----- | ---- | ---------- | ---------- | ----- | ----- |
| ASA Târgu Mureș  | 2010–11          | 0         | 0         | 0     | 0    | 3          | 1          | 3     | 1     |
| Diósgyőri VTK    | 2016–17          | 8         | 13        | 0     | 0    | 0          | 0          | 8     | 13    |
| Diósgyőri VTK    | 2017–18          | 26        | 12        | 4     | 4    | 0          | 0          | 30    | 16    |
| Diósgyőri VTK    | 2018–19          | 28        | 11        | 3     | 3    | 0          | 0          | 30    | 14    |
| Diósgyőri VTK    | 2019–20          | 14        | 5         | 1     | 0    | 0          | 0          | 14    | 5     |
| Diósgyőri VTK    | 2020–21          | 22        | 8         | 3     | 1    | 0          | 0          | 25    | 9     |
| Diósgyőri VTK    | 2021–22          | 19        | 1         | 2     | 2    | 0          | 0          | 21    | 3     |
| Diósgyőri VTK    | Összesen         | 117       | 50        | 13    | 10   | 0          | 0          | 130   | 60    |
| Karrier összesen | Karrier összesen | 117       | 50        | 13    | 10   | 3          | 1          | 133   | 61    |

### A válogatottban
2022. április 12-vel bezárólag
| Válogatott | Szezon   | Mérk. | Gól |
| ---------- | -------- | ----- | --- |
| Románia    | 2017     | 1     | 0   |
| Románia    | 2018     | 3     | 0   |
| Románia    | 2019     | 13    | 1   |
| Románia    | 2020     | 2     | 0   |
| Románia    | 2021     | 4     | 0   |
| Románia    | 2022     | 2     | 0   |
| Összesen   | Összesen | 25    | 1   |

| Románia színeiben szerzett góljai | Románia színeiben szerzett góljai | Románia színeiben szerzett góljai | Románia színeiben szerzett góljai | Románia színeiben szerzett góljai | Románia színeiben szerzett góljai | Románia színeiben szerzett góljai | Románia színeiben szerzett góljai |
| --------------------------------- | --------------------------------- | --------------------------------- | --------------------------------- | --------------------------------- | --------------------------------- | --------------------------------- | --------------------------------- |
|                                   |                                   |                                   |                                   |                                   |                                   |                                   |                                   |
| Gól                               | Dátum                             | Helyszín                          | Ellenfél                          | Találat                           | Eredmény                          | Esemény                           | Forrás                            |
| 1                                 | 2019. február 27.                 | Gold City, Alanya, Törökország    | Türkmenisztán                     | 6–0                               | 13–0                              | Török-kupa                        | [ 8 ] [ 9 ]                       |